# El Chileno (1817)
El Chileno o Chileno fue un bergantín corsario de Chile que operó en contra de las embarcaciones de bandera española, en las costas del océano Pacífico americano entre 1817 y 1819, durante el desarrollo de las guerras de emancipación hispanoamericanas. 
Realizó dos cruceros navales de corso, llegando a hostilizar la extensión de mar que va de Perú a México. En estas incursiones logró dañar el comercio de la zona, haciendo varias presas y mercancías. También burló y batió con éxito a los buques de la Real Armada española con los que se topó. 
Según el historiador chileno Carlos López Urrutia sería probablemente el más exitoso de los corsarios bajo patente chilena.

## Construcción y características
Fue construido en algún puerto de la costa oriental de Estados Unidos. Se desconoce el año de su botadura, pero al momento de actuar como corsario chileno en 1817 se le atribuye cierta antigüedad.
Estaba clasificado como bergantín, aunque pudo haber estado envergado como bergantín-goleta. Era una embarcación bastante velera que fue construida originalmente para el comercio. Sin embargo, era igualmente adaptable para operaciones navales de carácter militar como la mayoría de los buques comerciales de la época.
Los astilleros estadounidenses habían construido entre 1795 y 1815 varios buques de este tipo, caracterizados por su bajo tamaño y por lo veleros que eran, convirtiéndose en unidades perfectas para hacer el corso en tiempos de guerra como se demostró en la guerra anglo-estadounidense de 1812.

## Historia

### Primeros años y adquisición para hacer el corso
En sus primeros años sirvió como buque particular estadounidense con el nombre de Adeline, siendo destinado al comercio de cabotaje.
A mediados de 1817 se encontraba en Buenos Aires, en donde fue contratado por agentes del gobierno chileno para trasladar a Chile un cargamento de armas que se había comprado en el lugar. Arribó en Valparaíso el 11 de septiembre con las armas destinadas a la causa independentista del país. Fue luego adquirido en ese puerto por el rico comerciante chileno Felipe Santiago del Solar, uno de los financistas de la revolución en Chile,que la renombró con el ya conocido nombre.
El 11 de noviembre su nuevo dueño solicitó una patente de corso al gobierno chileno, con el objeto de utilizarla para hacer el corso contra los realistas. La patente que había pedido le fue concedida por un decreto supremo el 20 de noviembre, dándosele una vigencia de cuatro años para ejercer esta actividad de carácter militar.

### Primer crucero de corso
Para llevar a cabo su primera salida se le tripuló con 90 hombres y se armó con 12 piezas de artillería. Como capitán fue elegido un tal Enrique Santiago, probablemente Henry James.
En diciembre zarpó de Valparaíso en su primer crucero de corso, recorriendo durante seis meses las costas del Virreinato del Perú. En esos mares apresó varios mercantes que remitió a Chile y que también echó a pique, luego de trasferir su cargamento. No hay datos completos de sus acciones y presas en esta incursión.
En los primeros días de enero de 1818 entró a las costas peruanas. El 7 de enero capturó al bergantín Zaeta (o Saeta) a la altura de Arica y el 13 de enero capturó al bergantín San Francisco de Paula a la altura del Callao. Las autoridades realistas tuvieron recién noticia de su presencia en Chancay por medio de una embarcación guanera al que reconoció, motivando a que a mediados de ese mismo mes zarparan del Callao en su búsqueda la fragata armada Palafox y el bergantín armado Justiniano. Ambos buques lo llegaron avistar y comenzaron una persecución, pero logró evadirlos.
El 27 de enero se presentó en el fondeadero de Huanchaco, en donde apresó e incendió a los bergantines Litre y Vigilante. Luego se hizo con el bergantín Mercedes entre finales de enero y comienzos de febrero en Paita. Posteriormente se dirigió a las costas de Guayaquil y el 6 de febrero capturó a la goleta San Ignacio (o Diamante), que se dirigía a Sonsonate. Seis días después avistó un convoy que se dirigía a Paita, lanzándose en su persecución. Se trataba de la fragata armada Tagle que escoltaba a la barca Bretaña y al bergantín Europa. Tras media hora de combate entre ambas fuerzas, rompieron finalmente contacto, siguiendo cada uno su rumbo.
Luego del combate pasó con la goleta San Ignacio a las islas Galápagos para reponerse de agua y víveres. Permaneció en esas islas un par de días, habiendo dejado a su presa en ese lugar con órdenes de dirigirse a Valparaíso, en donde recaló finalmente el 10 de mayo con su cargamento. Por su parte, continuó operando en las costas peruanas y en mayo apresó a la fragata Inspectora.
Existe cierta ambigüedad y confusión respecto a dos exitosos combates que habría sostenido con embarcaciones de guerra realistas; uno en su paso por el Callao y otro luego de haber apresado a la goleta San Ignacio, por información entregada por los tripulantes de la goleta mencionada a las autoridades chilenas.Arribó finalmente a Valparaíso el 26 de junio.

### Segundo crucero de corso
En el mes de septiembre volvió a salir en un segundo crucero de corso, probablemente mejor armado y con tripulación de reserva. Su capitán habría sido el mismo, aunque algunas fuentes le atribuyen la capitanía a un individuo de apellido Coll. Se desconocen en general las presas que hizo y las acciones variadas que ejecutó en su segundo crucero, pero la extensión que abarcó en esta ocasión fue desde las costas del Perú a las del Virreinato de Nueva España, llegando probablemente a alcanzar el mar de la Alta California.
En las costas peruanas se sabe que capturó al bergantín armado Bolero el 10 de diciembre frente a Huanchaco. Este buque había sido armada en guerra en el apostadero militar del Callao con un cañón giratorio de 24 libras y 6 carronadas de a 6 libras, por lo que sólo logró apresarlo luego de un reñido combate de una hora. Este buque llevaba reclutas de Trujillo al Callao y traía también un cargamento de variados víveres. Apresó unos cuantos días después al bergantín San Antonio en las costas guayaquileñas. Ambos bergantines fueron remitidos a Valparaíso.
Luego incursionó más hacia el norte hasta llegar a las costas mexicanas en donde desplegó una ardua actividad de corso. Esta ampliamente documentada su aparición por varios puertos del lugar. Incluso se ha señalado de que haya navegado hasta la altura de San Francisco, también que habría hostilizado el golfo de California y una posible recalada en Monterrey.
El 18 de febrero de 1819 apresó a la fragata Cazadora en la altura de Acapulco, convirtiéndola en su consorte y depósito de botín. Este buque quedó bajo el mando del segundo capitán corsario, siendo la tripulación original dejada humanitariamente en tierra, aunque algunos individuos se unieron a la empresa.
Mientras hostilizaba las costas mexicanas y centroamericanas se vio enfrascado en combates con dos corsarios pertenecientes a las Provincias Unidas del Río de la Plata que se encontraban también operando en la zona. Se trataba de la fragata armada La Argentina, de 34 cañones, y la corbeta armada Chacabuco, de 18 cañones, que estaban bajo el comando del marino francés Hipólito Bouchard.
Estos incidentes se debieron a que tanto el corsario chileno como los corsarios rioplatenses utilizaban la táctica de bandera falsa, lo que llevó a que ambos bandos creyeran que el contrario era un buque español. El primer enfrentamiento se produjo entre los tres buques el 1 de marzo frente a San Blas, sin consecuencia alguna, y el segundo se produjo el 3 de abril frente a El Realejo, en donde el corsario chileno atacó a la corbeta Chacabuco con mayor seriedad al verla separada de su consorte, y le provocó algunos daños de consideración, pero detuvo durante el abordaje su actuar al percatarse de la verdadera nacionalidad del buque. Por otra parte, la fragata La Argentina había apresado a la indefensa fragata Cazadora pero la dejó ir al cerciorarse de que no se trataba de una embarcación española.   
Luego del incidente se reunió con su consorte a la que ordenó dirigirse a Valparaíso, llevando consigo un rico depósito de las más de catorce presas que hizo en los mares del norte y que debió echarlos a pique por no poder marinarlos. La fragata Cazadora pasó por las costas peruanas, haciendo contacto en Paita con la escuadra chilena a cargo del vicealmirante Thomas Cochrane, y luego recaló a comienzos de junio en el puerto mencionado. Por su parte, debió recalar en el puerto en los días siguientes al arribó de su consorte. Nueve meses duró su segundo crucero de corso.
Se desconoce en detalle el desarrollo de sus dos incursiones navales de corso, así como también el número total de presas que capturó y echó a pique.

### Final
Después de su actividad corsaria se desconoce si prestó algún tipo de servicio comercial a su dueño. Naufragó en Valparaíso el 4 de julio de ese año en un temporal.